# Cyclopogon glabrescens
Cyclopogon glabrescens är en orkidéart som först beskrevs av Tamotsu Hashimoto, och fick sitt nu gällande namn av Dodson, Brako och James Lee Zarucchi. Cyclopogon glabrescens ingår i släktet Cyclopogon, och familjen orkidéer.
Artens utbredningsområde är Peru. Inga underarter finns listade i Catalogue of Life.